# Pudicitia (bướm)
Pudicitia là một chi bướm ngày thuộc họ Bướm nâu.

## Hình ảnh

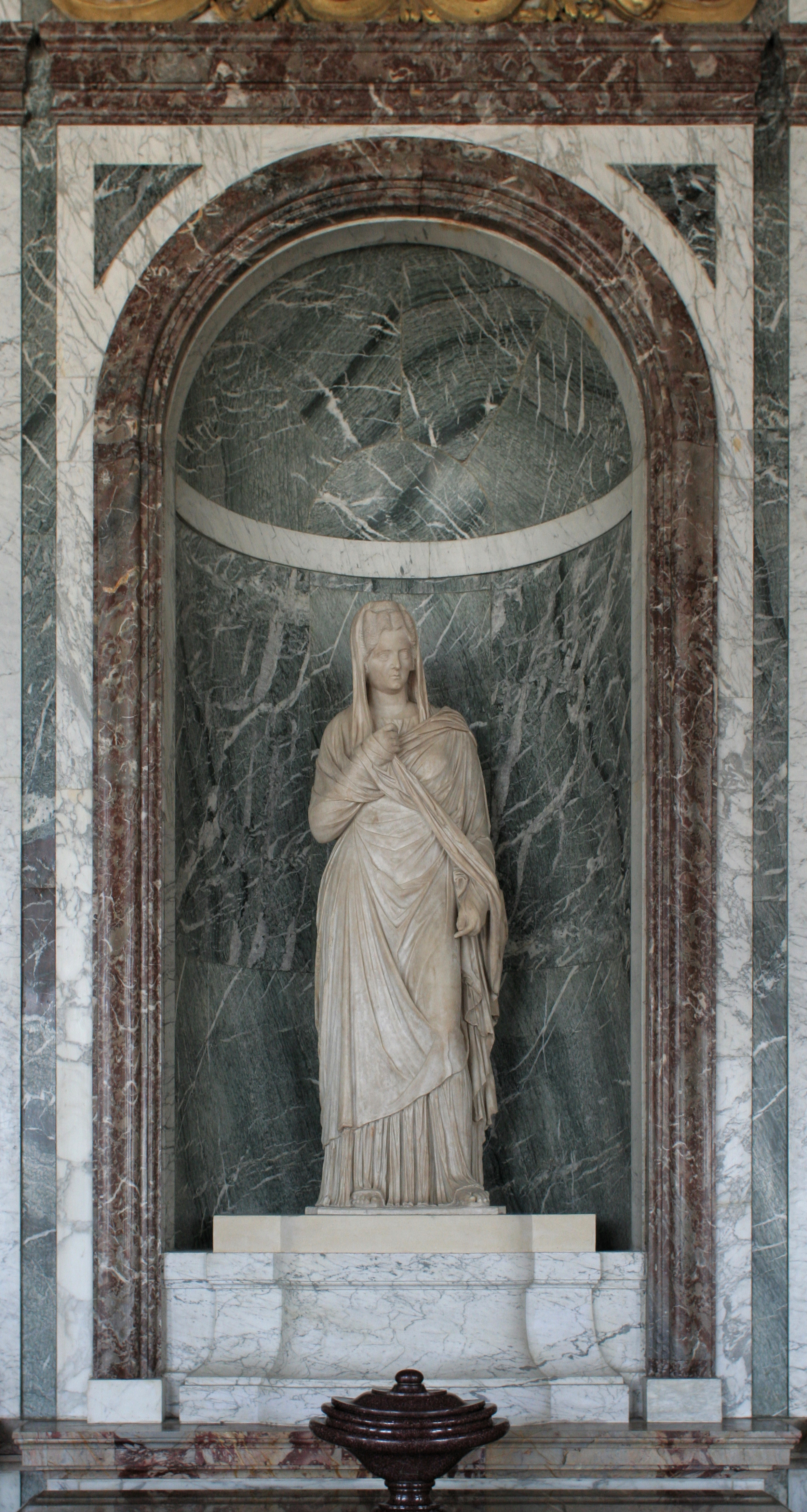
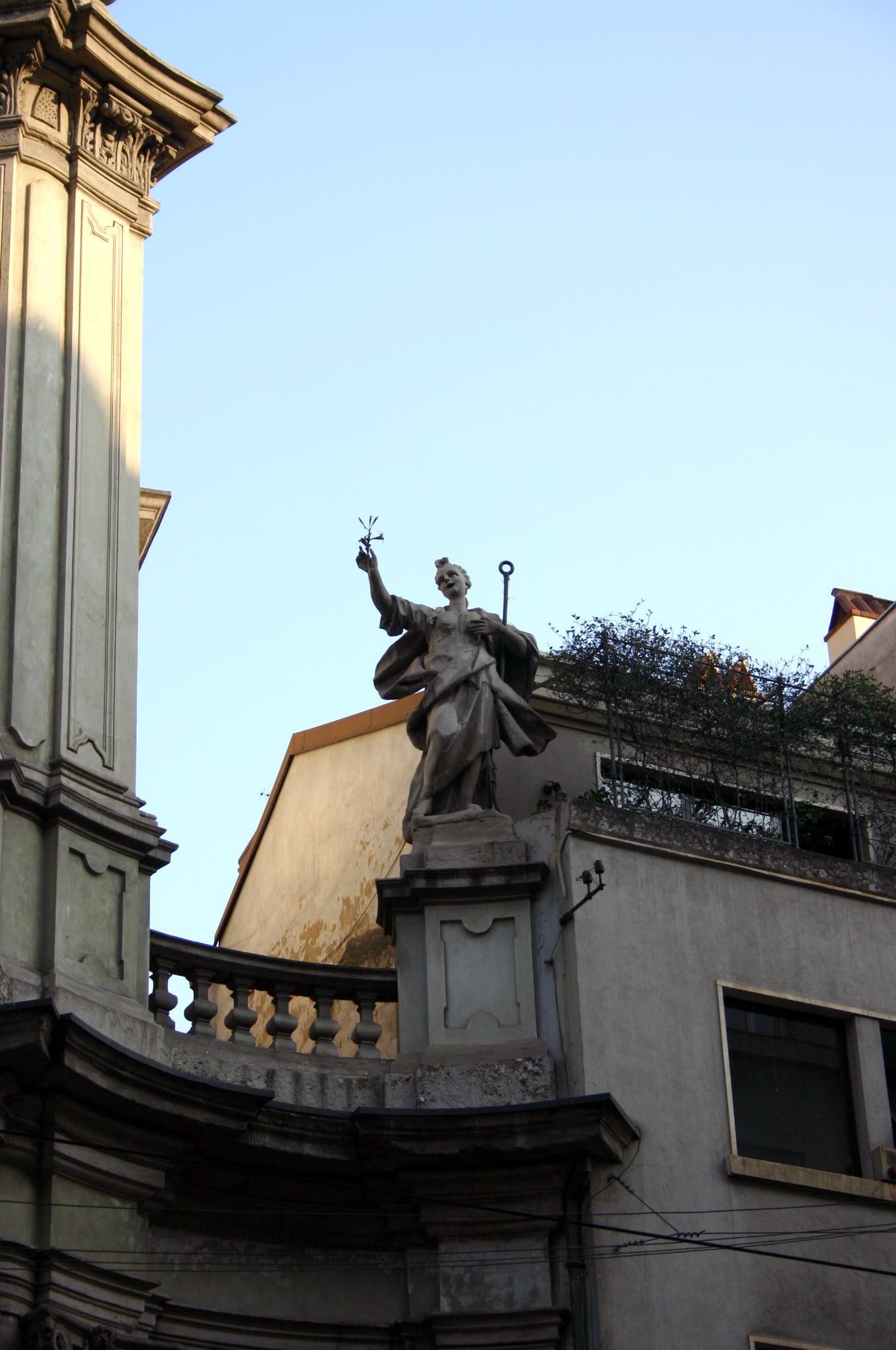
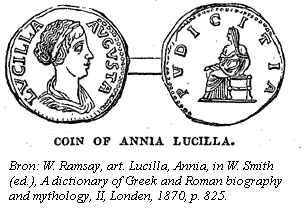
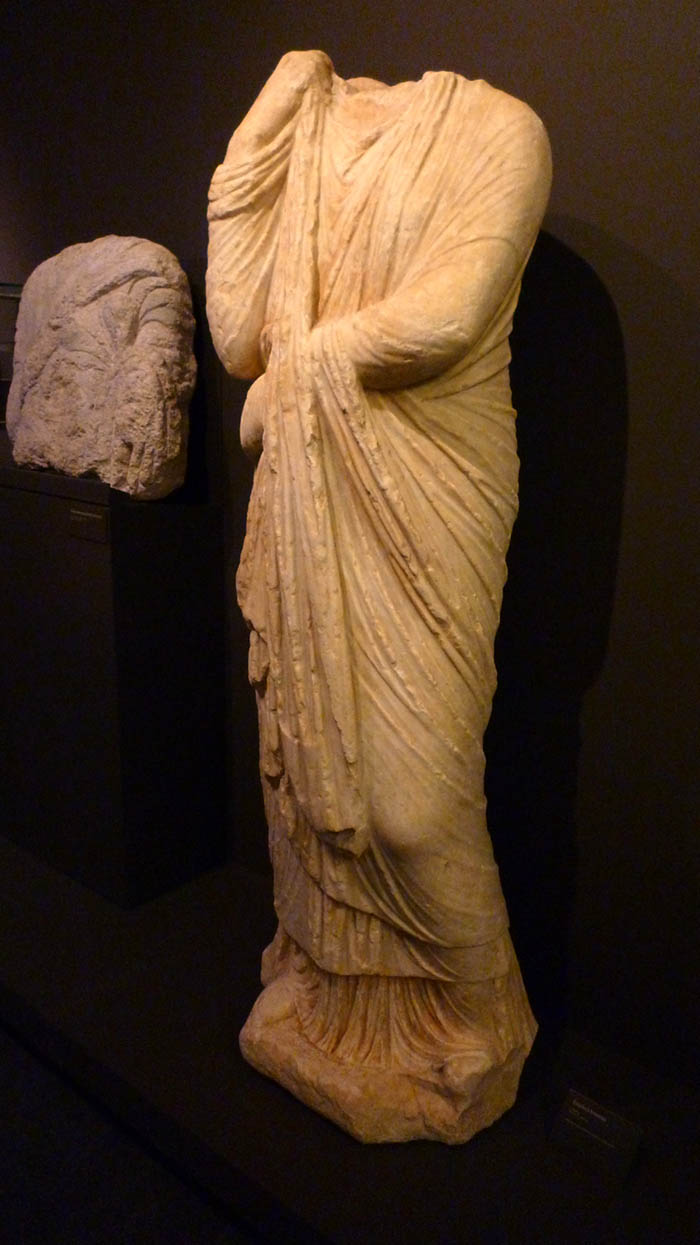